# Пфефикон
Пфефикон (фр. Pfäffikon, итал. Pfäffikon) је град у североисточној Швајцарској. Пфефикон је значајан град кантона Цирих, као средиште истоименог округа Мајлен.

## Природне одлике
Пфефикон се налази у североисточном делу Швајцарске. Од најближег већег града, Цириха град је удаљен 30 км источно.
Рељеф: Пфефикон је смештен на северној обали невеликог Пфефикерског језера. Подручје око града је бреговито и погодно за пољопривреду. Надморска висина насеља је око 550 метара.
Клима: Клима у Пфефикону је умерено континентална.
Воде: Пфефикон је смештен на северној обали Пфефикерског језера.

## Историја
Подручје Пфефикона је било насељено још у време праисторије и Старог Рима, али није имало велики значај.
811. године први пут се спомиње насеље под овим именом.
Почетком 16. века, у доба реформације, грађани су примили протестантизам.
Током 19. века Пфефикон се почиње полако развијати и јачати привредно. Ово благостање се задржало до дан-данас.

## Становништво
2010. године Пфефикон је имао око 10.500 становника. Од тога приближно 17,6% су страни држављани.
Језик: Швајцарски Немци чине традиционално становништво града и немачки језик је званични у граду и кантону. Међутим, градско становништво је током протеклих неколико деценија постало веома шаролико, па се на улицама Пфефикона чују бројни други језици. Тако данас немачки говори 86,9% градског становништва, а прате га италијански (4,6%) и албански језик (2,3%).
Вероисповест: Месни Немци су у 16. веку прихватили протестантизам. Међутим, последњих деценија у граду се знатно повећао удео римокатолика. Данашњи верски састав града је: протестанти (52,5%), римокатолици (27,3%) и атеисти (9,5%).

## Збирка слика
- Стари део Пфефикона
- Здање општине
- Протестантска црква
- Парохијска зграда